# Gabriel Bertrand
Gabriel Bertrand (París, 17 de mayo de 1867 -  París, 20 de junio de 1962) fue un farmacéutico y bioquímico francés que introdujo en bioquímica, el término «oxidasa» y el concepto de oligoelementos con sus investigaciones.
En 1904, trabajo con Casimir Funk para completar su tesis doctoral sobre cómo preparar dos tintes de brazilina y hematoxilina. Luego fue al Instituto Pasteur en París, donde estudió las bases orgánicas y aminoácidos; Gabriel Bertrand durante su estadía en París junto con Funk experimentó con laccol, un fenol  cristalino que le llevó a sufrir hinchazón dolorosa.
La Regla de Bertrand es el hecho de que la curva de dosis – respuesta para muchos micronutrientes no es monotónica, teniendo una etapa inicial de aumentar beneficios pero con aumento de la ingesta, seguido por el aumento, como los excesos se convierten en tóxicos.
En 1894, con Césaire Phisalix, desarrolló un antiveneno para el uso contra las mordeduras de serpiente.